# Vecten-Punkt

Erster Vecten-Punkt V_{1} mit Kiepert-Dreieck (rot)

Die beiden Vecten-Punkte gehören zu den besonderen Punkten eines Dreiecks. Sie gehen zurück auf den französischen Mathematiker Vecten (1811/1812).

## Erster Vecten-Punkt
Über den Seiten eines Dreieck ABC werden nach außen drei Quadrate gezeichnet. Jeder der drei Quadratmittelpunkte, die das Kiepert-Dreieck {\displaystyle {\mathcal {K}}_{\frac {\pi }{4}}} bilden, wird mit der gegenüberliegenden Ecke des ursprünglichen Dreiecks
verbunden. Die Verbindungsgeraden schneiden sich in einem Punkt, der als erster Vecten-Punkt bezeichnet wird und die Kimberling-Nummer X(485) trägt.

## Zweiter Vecten-Punkt

Zweiter Vecten-Punkt V_{2}

Zeichnet man die Quadrate nach innen statt nach außen, so erhält man den zweiten Vecten-Punkt mit Kimberling-Nummer X(486).

## Eigenschaften
- Die beiden Vecten-Punkte liegen auf der Kiepert-Hyperbel.
- Die Vecten-Punkte liegen mit dem Mittelpunkt des Feuerbach-Kreises (Neun-Punkte-Kreises) auf einer Geraden.

## Koordinaten
| Vecten-Punkte ({\displaystyle X_{485}} und {\displaystyle X_{486}})                 | Vecten-Punkte ({\displaystyle X_{485}} und {\displaystyle X_{486}}) |
| ----------------------------------------------------------------------------------- | --- |
| Trilineare Koordinaten                                                              | {\displaystyle \sec \left(\alpha \pm {\frac {\pi }{4}}\right)\,:\,\sec \left(\beta \pm {\frac {\pi }{4}}\right)\,:\,\sec \left(\gamma \pm {\frac {\pi }{4}}\right)}                                                      |
| Baryzentrische Koordinaten                                                          | {\displaystyle \sin \alpha \cdot \sec \left(\alpha \pm {\frac {\pi }{4}}\right)\,:\,\sin \beta \cdot \sec \left(\beta \pm {\frac {\pi }{4}}\right)\,:\,\sin \gamma \cdot \sec \left(\gamma \pm {\frac {\pi }{4}}\right)} |
| Das Pluszeichen gilt für den ersten Vecten-Punkt, das Minuszeichen für den zweiten. | |